# Habitatge al carrer Gurb i rambla del Carme
L'Habitatge al carrer Gurb i rambla del Carme és una obra de Vic (Osona) inclosa a l'Inventari del Patrimoni Arquitectònic de Catalunya.

## Descripció
Casa que forma xamfrà i està construïda seguint l'orografia de l'antic camí. Consta de plata baixa, dos pisos, i golfes. La façana de la Rambla segueix un eix de composició amb el portals d'arc rebaixat de la planta. Als pisos s'hi obren balcons amb baranes de forja. La façana del carrer Gurb presenta també un portals d'arc rebaixat i les obertures no segueixen cap simetria. Cal remarcar l'escaire format per carreus de pedra a l'angle dels dos carrers. La resta de l'edifici està molt deteriorat.
Aquest edifici ha estat enderrocat, actualment hi ha una construcció nova.

## Història
L'antic camí de Gurb sorgí com la prolongació del carrer de les Neus cap al segle xii, moment en què les masies anaven canviant la seva fesomia a favor de cases mitgeres que seguien el traçat natural del camí. Al segle xv es construir l'església gòtica dels Carmelites prop de l'actual carrer Arquebisbe Alemenay que fou enderrocada el 1655 en convertir la ciutat en plaça fortificada contra els francesos durant la guerra dels Segadors. En els segles XVII-XVIII es va construir l'actual convent i l'església dels Carmelites calçats. Al segle xviii la ciutat experimenta un fort creixement i aquests carrers itinerants es renoven formant part de l'Eixample Morató. Al segle xix amb la urbanització de l'Horta d'en Xandri, entre el carrer Gurb i el carrer de Manlleu, també es renova. Actualment el carrer viu una etapa d'estancament i convindria rehabilitar-lo. L'interès d'aquesta casa ve donada per la seva ubicació: s'aixeca a fora de muralles.